# 懸垂 (位相幾何学)
位相幾何学において，位相空間 X の懸垂（英: suspension）SX とは，X と単位区間 I = [0, 1] の積空間の商空間
{\displaystyle SX=(X\times I)/\{(x_{1},0)\sim (x_{2},0){\text{ and }}(x_{1},1)\sim (x_{2},1){\text{ for all }}x_{1},x_{2}\in X\}.}

円の懸垂．もとの空間は青色で，押しつぶされた端点は緑色．

である．したがって，X は円柱に引き伸ばされ，そして両端が点に押しつぶされる．X を端点の間に「ぶらさがっている」(suspended) と見る．懸垂を X 上の2つの錐を base で貼り合わせたもの（あるいは1つの錐の商）とも見られる．
連続写像 f: X → Y が与えられると，Sf([x, t]) := [f(x), t] によって定義される写像 Sf: SX → SY が存在する．これにより S は位相空間の圏から自身への関手となる．荒っぽく言えば，S は空間の次元を 1 増やす：それは n ≥ 0 に対して n 次元球面を (n + 1) 次元球面に写す．
空間 SX は join {\displaystyle X\star S^{0}} に同相である，ただし S0 は2点離散空間である．
空間 SX は，下記の約懸垂と区別するために，X の unreduced, unbased, or free suspension と呼ばれることもある．
懸垂はホモトピー群の準同型を構成するのに使うことができ，それにはフロイデンタールの懸垂定理を適用できる．ホモトピー論では，適切な意味で懸垂で保たれる現象は安定ホモトピー論を作る．

## 約懸垂
X が（x0 を基点に持つ）基点付き空間のとき，ときどきより有用な，懸垂の変種がある．X の約懸垂 (reduced suspension, based suspension) ΣX とは，接着空間
{\displaystyle \Sigma X=(X\times I)/(X\times \{0\}\cup X\times \{1\}\cup \{x_{0}\}\times I)}
である．これは SX をとり，2端点を結ぶ線分 (x0 × I) を一点に押しつぶすことと同値である．ΣX の基点は (x0, 0) の同値類である．
X の約懸垂は X の単位円 S1 とのスマッシュ積に同相である
{\displaystyle \Sigma X\cong S^{1}\wedge X}
ことを示すことができる．
CW複体のような行儀のよい空間に対しては，X の約懸垂は通常の懸垂とホモトピー同値である．
Σ は基点付き空間の圏から自身への関手を生じる．この関手の重要な性質は，（基点付き）空間 X をそのループ空間 ΩX に送る関手 Ω の左随伴であることである．言い換えると，自然に
{\displaystyle \operatorname {Maps} _{*}\left(\Sigma X,Y\right)\cong \operatorname {Maps} _{*}\left(X,\Omega Y\right)}
である，ただし {\displaystyle \operatorname {Maps} _{*}\left(X,Y\right)} は基点を保つ連続写像全体である．この随伴はデカルト積上の写像をカリー化された形に送るカリー化の形と理解でき，Eckmann–Hilton duality の例である．これは懸垂と自由ループ空間に対しては成り立たない．

## Desuspension
Desuspension は懸垂の逆である操作である．